# تود مورتون
تود مورتون (بالإنجليزية: Todd Morton)‏ هو لاعب كرة قدم أمريكي في مركز حراسة المرمى، ولد في 5 ديسمبر 1995 في وست تشستر ‏ في الولايات المتحدة. لعب مع فيلادلفيا يونيون 2.